# Paris-Roubaix 1920
Paris-Roubaix din 1920 a fost a 21-a ediție a Paris-Roubaix, o cursă clasică de ciclism de o zi din Franța. Evenimentul a avut loc pe 4 aprilie 1920 și s-a desfășurat pe o distanță de 280 de kilometri de la Paris până la velodromul din Roubaix. Câștigătorul a fost Paul Deman din Belgia.

## Rezultate
| Loc | Ciclist                 | Timp        |
| --- | ----------------------- | ----------- |
| 1   | Paul Deman (BEL)        | 10h 47' 20" |
| 2   | Eugène Christophe (FRA) | +0' 43"     |
| 3   | Lucien Buysse (BEL)     | +0' 43"     |
| 4   | Honoré Barthélémy (FRA) | +1' 00"     |
| 5   | Jules Van Hevel (BEL)   | +6' 23"     |
| 6   | Henri Pélissier (FRA)   | +7' 26"     |
| 7   | Robert Gerbaud (FRA)    | +7' 26"     |
| 8   | Giuseppe Azzini (ITA)   | +15' 40"    |
| 9   | Félix Goethals (FRA)    | +16' 40"    |
| 10  | Marcel Buysse (BEL)     | +27' 42"    |